# 言語学者の一覧
言語学者（げんごがくしゃ）とは、言語学を専攻する研究者のこと。広く言語について研究を行っている者を言うこともある。多くの言葉を話す人のことではない。

この項目は、日本及び外国の言語学者の一覧である。

## 日本の言語学者

### あ行
あ
- 愛新覚羅烏拉熙春（吉本智慧子）（契丹語、女真語、満洲語）
- 会津洋（フランス語学）
- 青木三郎（フランス語学）
- 青木直子（第二言語習得）
- 青木博史（日本語文法史）
- 青柳宏（生成文法理論）
- 赤羽根義章（日本語学）
- 秋元実治（理論言語学）
- 秋永一枝（日本語アクセント論）
- 秋山余思（イタリア語学）
- 浅香武和（ガリシア語学）
- 朝倉季雄（フランス語）
- 東照二（社会言語学）
- 阿辻哲次（漢字）
- 阿野幸一（英語教育）
- 安部清哉（日本語系統論）
- 棈松源一（モンゴル語学）
- 荒川清秀（中国語学）
- 荒川慎太郎（西夏語文献学）
- 荒川洋平（認知言語学）
- 荒木一雄（英文法）
- 荒木茂（ペルシア語）
- 有坂秀世（音韻論）
- エカテリナ・アルシャフスカヤ（英語教育）
- 安藤貞雄（英語）
- 安藤正次（日本語学）

い
- 飯島周（チェコ語）
- 飯田朝子（日本語、英語）
- 飯森嘉助（アラビア語）
- 家入葉子（英語）
- 庵功雄（理論言語学）
- 五十嵐新次郎（音声学）
- 五十嵐陽介（日本語方言学）
- 池内正幸（理論言語学、生物言語学）
- 池上二良（ウイルタ語）
- 池上岑夫（ポルトガル語）
- 池上嘉彦（記号論、意味論）
- 池田和弘（認知言語学）
- 石井哲士朗（ポーランド語、ロシア語）
- 石井博（英語教育）
- 石川慎一郎（応用言語学・コーパス）
- 石川光庸（ドイツ語学）
- 石黒昭博（英語）
- 石黒圭（日本語学）
- 石黒魯平
- 石田敏子（日本語教育）
- 石山正三（ロシア語）
- 石橋幸太郎（英文法）
- 伊集院郁子（日本語教育学、社会言語学）
- 石綿敏雄（対照言語学、計量国語学）
- 和泉伸一（第二言語習得論）
- 和泉模久（東南アジア諸語）
- 泉井久之助（比較言語学）
- 市河三喜（英語）
- 伊東祐郎（日本語教育）
- 伊藤智ゆき（朝鮮語）
- 伊藤英人（朝鮮語学）
- 乾善彦（日本語学）
- 犬飼隆（日本語学）
- 井上逸兵（英語）
- 井上和子（生成文法）
- 井上奈良彦（議論学）
- 井上史雄（日本語方言）
- 井原奉明（英語学）
- 伊吹一（心理言語学）
- 今井邦彦（英語音声学）
- 今石元久（日本語音声学）
- 今泉志奈子（統語論）
- 今泉潤太郎（中国語）
- 今尾康裕（英語教育）
- 今田良信（古フランス語）
- 今西典子（生成文法）
- 今村有隣（英語教育）
- 岩井隆盛（日本語方言）
- 岩居弘樹（ドイツ語学）
- 岩井慶光（英語学）
- 岩垣守彦（英語）
- 岩崎英二郎（ドイツ語）
- 岩崎民平（英語）
- 岩田一成（日本語教育/社会言語学）

う
- 上田功（音声学）
- 上田萬年（または上田万年）
- 上田博人（スペイン語学）
- 上田広美（カンボジア語学）
- 植田康成（ドイツ語）
- 上野智子（日本語方言学）
- 上野直蔵（英語）
- 上野善道（日本語方言アクセント）
- 上村幸雄（音声学、琉球語）
- 魚井一由（アイヌ語）
- 牛山初男（日本語方言学）
- 宇多文雄（ロシア語学）
- 内田聖二（理論言語学）
- 内田賢徳（日本語学）
- 宇野義方（日本語学）
- 海野多枝（第二言語習得論）
- 梅田博之（朝鮮語）
- 浦田和幸（英語史）
- 瓜谷良平（スペイン語学）

え
- 江川泰一郎（英文法）
- 江藤裕之（言語哲学、言語教育、英語）
- 江利川春雄（英語教育）
- 遠藤史（北ユーラシア地域諸言語）
- 遠藤嘉基（日本語史）

お
- 王育徳（台湾閩南語）
- 大岩正仲（方言学、文法学）
- 大内博（英語教育）
- 大河原眞美（法言語学）
- 大木充（フランス語学）
- 大久保忠利（日本語学）
- 大澤銀作（英語）
- 大島希巳江（社会言語学）
- 大島正健（漢字音）
- 大島義夫（エスペラント語）
- 大杉正明（英語）
- 大角翠（オセアニア言語）
- 太田朗（英語）
- 太田辰夫（中国語）
- 太田達也（ドイツ語学）
- 大津由紀雄（認知科学）
- 大塚高信（英語）
- 大友信一（日本語学）
- 大西泰斗（認知言語学）
- 大西雅雄（英語音声学）
- 大野晋（国語学、日本語系統論）
- 大野徹（ビルマ語学）
- 大橋哲（応用言語学）
- 大堀壽夫（認知言語学）
- 大村仁太郎（ドイツ語学）
- 岡倉由三郎（英語）
- 岡崎晋（デンマーク語学/アイスランド語学）
- 岡島昭浩（日本語学）
- 岡田希雄（辞書学）
- 岡野賢二（ビルマ語学）
- 岡部朗一（コミュニケーション学）
- 岡本順治（ドイツ語、認知言語学、言語理論）
- 小川尚義（台湾諸語）
- 小川浩（英語史）
- 奥田統己（アイヌ語）
- 奥田靖雄（国語教育、日本語文法）
- 奥津敬一郎（日本語文法）
- 奥村三雄（日本語学）
- 小倉進平（朝鮮語）
- 尾崎知光（日本語学史）
- 小沢重男（モンゴル語学）
- 長田俊樹（南アジア諸言語、日本語系統論）
- 忍足欣四郎（英語）
- 尾谷昌則（認知言語学）
- 小田勝（日本語学）
- 小田涼（フランス語学）
- 小野秀樹（中国語学）
- 尾上圭介（日本語学）
- 小野寺典子（談話）

### か行
か
- 甲斐睦朗（日本語学）
- 影山太郎（文法）
- 風間喜代三（比較言語学）
- 風間伸次郎（アルタイ諸語）
- 風間力三（日本語学）
- 梶木隆一（英語）
- 春日政治（日本語学）
- 糟谷啓介
- 勝山幸人（日本語学）
- 加藤和夫（日本語学）
- 加藤重広（語用論）
- 加藤主税（英語、日本語）
- 加藤晴子（中国語学）
- 加藤昌彦（カレン諸語/ビルマ語学）
- 門田修平（応用言語学）
- 金指久美子（トルコ語学）
- 金沢庄三郎（朝鮮語）
- 金澤裕之（日本語学）
- 金谷武洋（言語類型論）
- 鐘ケ江信光（中国語）
- 金田章宏（日本語方言）
- 加納喜光（漢字）
- 神山孝夫（日欧対照言語学）
- 亀井孝（国語学）
- 川上茂信（スペイン語学）
- 川上蓁（日本語音声学）
- 川口裕司（フランス語学/トルコ語学）
- 河﨑靖（ゲルマン諸語）
- 川島淳夫（ドイツ語学）
- 川原繁人（音韻）
- 川村大（日本語学）
- 川本茂雄（フランス語、英語）
- 川本崇雄（日本語学）
- 神田乃武（英語）

き
- 岸江信介（日本語学）
- 岸山睦（英語学）
- 木曽栄作（商業英語）
- 喜多壮太郎（心理言語学）
- 来田隆（日本語学）
- 北原保雄（日本語学）
- 北村正司（英語）
- 木部暢子（方言学）
- 木村護郎クリストフ（社会言語学）
- 木村和美（英語教育）
- 木村彰一（ロシア語）
- 木村英樹（中国語）
- 清岡智比古（フランス語）
- 清瀬義三郎則府（アルタイ諸語）
- 京極興一（日本語学）
- 桐谷滋（音声学）
- 金水敏（国語学、文法、語彙）
- 金田一京助（アイヌ語）
- 金田一春彦（日本語学）
- 金田一秀穂（日本語教育、言語行動）
- 金田一真澄（ロシア語）

く
- 釘貫亨（日本語学）
- 草薙裕（計算言語学/日本語教育）
- 楠本徹也（日本語学/日本語教育）
- 工藤嘉名子（日本語教育）
- 工藤進（フランス語学）
- 工藤浩（日本語学）
- 工藤真由美（文法、方言学）
- 工藤力男（日本語学）
- 国原吉之助（ラテン語）
- 国広哲弥（意味論）
- 久野朔郎（英語）
- 久野暲（文法）
- 窪川英水（フランス語学）
- 窪薗晴夫（音韻）
- 久保寺逸彦（アイヌ語）
- 久屋孝夫（社会言語学）
- 熊本謙二郎（英語教育）
- 久米昭元（異文化コミュニケーション）
- 倉石武四郎（中国語）
- 倉方秀憲（フランス語）
- 倉持保男（日本語学）
- 栗林均（モンゴル語）
- 黒澤直俊（ロマンス語史/ポルトガル語学）
- 黒田成幸（生成文法）
- 黒田龍之助（ロシア語）
- 黒柳恒男（ペルシャ語学）
- 郡司隆男（理論言語学）

け
こ
- 小池清治（日本語学）
- 小泉保（ウラル諸語）
- 香坂順一（中国語）
- 甲田慶子（日本語学/第二言語習得論）
- 高津春繁（比較言語学）
- 神戸和昭（日本語学）
- 河野六郎（文字論、漢字音）
- 高本裕迅（音声学）
- 郡史郎（イタリア語学）
- 小澤悦夫（英文法）
- 小島義郎（英語）
- 輿水優（中国語）
- 小谷博泰（日本語学）
- 児玉仁士（フリジア語学、英語学）
- 後藤朝太郎（中国語学）
- 小西友七（英語）
- 小林隆（日本語学）
- 小林英夫（ギリシア語、フランス語、文体論）
- 小林雄一郎（計算言語学）
- 小林芳規（日本語学）
- 小松俊典（英語学）
- 小松英雄（日本語史）
- 小山亘（コミュニケーション論）
- 近藤達夫（英語、日本語、言語学、形態論、音声学、統語論、機械翻訳）
- 近藤泰弘（日本語学）

### さ行
さ
- 斎賀秀夫（日本語学）
- 斎藤秀一（日本語方言、ローマ字）
- 齋藤平（日本語学）
- 斎藤秀三郎（英語）
- 斎藤弘子（英語音声学）
- 齋藤衛（生成文法）
- 斎藤美津子（談話）
- 在間進（ドイツ語学）
- 佐伯梅友（古典文法）
- 佐伯好郎（英語学）
- 酒井智宏（意味論）
- 坂本恭章（タイ語学、カンボジア語学）
- 坂梨隆三（日本語学）
- 坂本惠（日本語学）
- 崎山理（オーストロネシア諸語）
- 佐久間淳一（フィンランド語学）
- 桜井和市（ドイツ語）
- 佐々木高政（英文法）
- 佐々木達（文体論）
- 佐々木文彦（日本語学）
- 佐々木みゆき（第二言語習得）
- 佐々木嘉則（言語習得論）
- 佐竹秀雄（日本語学）
- 佐藤喜代治（日本語学）
- 佐藤久美子（心理言語学、応用言語学）
- 佐藤純一（ロシア語学）
- 佐藤喬（英文法）
- 佐藤武義（日本語学）
- 佐藤通次（ドイツ語）
- 佐藤裕美（理論言語学）
- 佐藤房吉（フランス語学）
- 佐藤亮一（日本語学）
- 真田信治（日本語学、方言、社会言語学）
- 佐野真一郎（社会言語学）
- 澤崎宏一（第二言語習得論）
- 澤田英夫（ロンウォー語学）

し
- 椎名美智（語用論）
- 塩田勉（文体論）
- 塩田紀和（日本語学）
- 塩原朝子（インドネシア語学）
- 塩谷茂樹（モンゴル語学）
- 塩谷饒（ドイツ語学）
- 篠田義明（英語）
- 篠原俊吾（社会言語学）
- 司馬亨太郎（ドイツ語学）
- 柴田武（日本語方言）
- 柴谷方良（理論言語学）
- 島岡茂（フランス語）
- 島岡丘（英語教育、英語音声学）
- 島田勇雄（日本語学）
- 下宮忠雄（ゲルマン諸語）
- 城生佰太郎（実験音声学/アルタイ語学）
- 庄垣内正弘（ウイグル語）
- 庄司博史（フィンランド語、言語政策）
- 白井聡子（チベット・ビルマ諸語）
- 白井恭弘（言語習得）
- 白野夏雲（アイヌ語）
- 白石大二（日本語学）
- 白藤禮幸（古代日本語）
- 新谷忠彦（音韻論）
- 新村出（キリシタン資料、日本語語彙）
- 新村猛（フランス語）
- 陣内正敬（社会言語学）
- 神保格（音声学）

す
- 菅虎雄（ドイツ語学）
- 菅原睦（トゥルク諸語）
- 杉戸清樹（日本語、社会言語学）
- 杉本孝司（認知言語学）
- 杉本つとむ（言語史）
- 杉山忠一（英語）
- 寿里順平（スペイン語学）
- 須沢通（ドイツ語史）
- 鈴木一彦（日本語学）
- 鈴木重幸（日本語文法、形態論）
- 鈴木泰（古代日本語文法）
- 鈴木孝夫（言語社会学）
- 鈴木美加（日本語教育）
- 鈴木康之（日本語文法）
- 鈴木祐一（第二言語習得論）
- 鈴木佑治（英語学）
- 鈴木右文（英語教育）
- 須田孝司（第二言語習得論）
- 須藤兼吉（英語学）

せ
- 関口一郎（ドイツ語）
- 関口存男（ドイツ語）
- 瀬戸賢一（英語学）
- 善如寺俊幸（漢字）

そ
- 園田博文（日本語学/日本語教育）
- 染谷茂（ロシア語）

### た行
た
- 高垣敏博（スペイン語学）
- 高田博行（ドイツ語学）
- 高野繁男（日本語学）
- 高橋太郎（日本語文法）
- 高見健一（文法）
- 高山倫明（日本語学）
- 滝浦真人（語用論）
- 田口純（英語学）
- 田窪行則（談話、文法）
- 竹内理（応用言語学）
- 竹内茂夫（ヘブライ語学/セム語学）
- 竹田復（中国語）
- 竹原常太（英語学）
- 竹林滋（英語、音声学）
- 竹蓋幸生（英語教育）
- 田島毓堂（日本語学）
- 田島宏（フランス語学）
- 田中一嘉（ドイツ語学）
- 田中克彦（社会言語学、モンゴル語）
- 田中菊雄（英語学）
- 田中久美子（計算言語学）
- 田中茂範（応用言語学、認知意味論）
- 田中利光（ギリシャ語学）
- 田中秀央（西洋古典学）
- 田辺洋二（英語）
- 谷口龍子（語用論、日本語教育）
- 田畑智司（テキストマイニング/コーパス言語学）
- 玉岡賀津雄（心理言語学）
- 玉村文郎（日本語学）
- 田村すず子（アイヌ語）
- 田守育啓（オノマトペ研究）
- 多門靖容（日本語学）
- 多和田眞一郎（歴史言語学）

ち
- 千種眞一（インド・ヨーロッパ語学）
- 千島英一（中国語）
- 千野栄一（チェコ語）
- 知里真志保（アイヌ語）

つ
- 塚本勲（朝鮮語）
- 塚原信行（社会言語学）
- 津田幸男（言語政策）
- 土屋順一（日本語教育）
- 土屋澄男（英語教育）
- 都竹通年雄（日本語学）
- 角田太作（オーストラリア先住民の言語、類型論）
- 坪本篤朗（対照言語学）
- 敦賀陽一郎（フランス語学）
- 鶴橋俊宏（日本語学）

て
- 出来成訓（英語教育）
- 寺尾康（心理言語学）
- 寺崎英樹（スペイン語学）
- 寺澤盾（英語史）
- 寺沢拓敬（社会言語学）
- 寺澤芳雄（英語）
- 寺島隆吉（英語）
- 寺村秀夫（日本語文法）
- 傳田章（中国語）

と
- 土井忠生（国語学）
- 東後勝明（英語）
- 東郷正延（ロシア語学）
- 東郷雄二（フランス語）
- 唐須教光（英語）
- 藤堂明保（音韻学、漢字）
- 投野由紀夫（コーパス言語学）
- 遠山一郎（ラテン語学）
- 土岐哲（日本語教育）
- 時枝誠記（国語学）
- 徳尾俊彦（フランス語）
- 徳川宗賢（日本語学）
- 徳永康元（ウラル語、ハンガリー語）
- 冨田健次（ベトナム語学）
- 冨田竹二郎（タイ語学）
- 富盛伸夫（ロマンス語）
- 豊島正之（日本中世語、キリシタン文献）
- 豊住誠（英語教育）
- 豊田昌倫（英語）

### な行
な
- 内記良一（アラビア語学）
- 中川仁 (中国語・言語政策)
- 中川裕（アイヌ語）
- 中川裕（コイサン語）
- 中川正之（中国語学）
- 中澤恒子（自然言語処理、計算言語学）
- 中澤信幸（日本語学）
- 中澤英彦（ロシア語学、ウクライナ語学）
- 中島文雄（英語）
- 中島平三（英語）
- 中島由美（スラブ語）
- 中島利一郎（比較言語学）
- 中條修（日本語方言）
- 仲宗根政善（琉球語）
- 中田達也（応用言語学）
- 中田祝夫（日本語学）
- 永田吉太郎（日本語方言）
- 中野一雄（英語音声学）
- 中野道雄（英語）
- 中野美知子（語彙機能文法）
- 長野明子（対照言語学）
- 長野泰彦（チベット語）
- 中平解（フランス語学）
- 中村敦雄（国語学）
- 中村敬（英語学）
- 中村捷（理論言語学）
- 中村通夫（日本語学）
- 南潤珍（朝鮮語学）
- 中山時子（中国語）
- 中山俊秀（ヌートカ語）
- 滑川明彦（フランス語）
- 奈良毅（ベンガル語）
- 成田節（ドイツ語学）
- 南條健助（英語音声学）

に
- 西尾哲夫（アラビア語）
- 西田龍雄（チベット・ビルマ諸語）
- 西原哲雄（英語学）
- 西村義樹（認知言語学）
- 西山教行（言語教育、言語政策）
- 新田春夫（ドイツ語学）
- 新多了（応用言語学）
- 仁田義雄（理論言語学）

ぬ
- 温品廉三（モンゴル語学）
- 沼本克明（日本語学）

ね
- 根岸雅史（英語教育）

の
- 野田尚史（日本語文法）
- 信岡資生（ドイツ語）
- 野村二郎（フランス語）
- 野村剛史（日本語文法史）
- 野元菊雄（日本語学）

### は行
は
- 芳賀綏（日本語学）
- 萩原恭平（英語）
- 萩原義雄（日本語学）
- 橋本郁雄（ドイツ語史）
- 橋本文夫（ドイツ語学）
- 橋本萬太郎（中国語、言語類型論）
- 長谷川潔（英文法）
- 長谷川欣佑（生成文法）
- 畠山雄二（理論言語学）
- 蜂谷清人（日本語学）
- 蜂矢真郷（日本語学）
- 服部四郎（モンゴル語、系統論）
- 羽鳥博愛（英語教育）
- 花薗悟（日本語学）
- 浜口稔（英語、言語思想史）
- 浜田敦（日本語学）
- 林四郎（日本語学）
- 林徹（トルコ語）
- 林田理惠（ロシア語学）
- 早田輝洋（日本語方言）
- 早津惠美子（日本語文法）
- 早野慎吾（社会言語学）
- 原誠（スペイン語学）
- 原口庄輔（英語、生成文法、音韻）

ひ
- 稗田乃（ナイル諸語）
- 檜枝陽一郎（ドイツ語学/オランダ語学）
- 東信行（英文法）
- 匹田剛（ロシア語学）
- 樋口晶彦（英語、応用言語学）
- 樋口康一（モンゴル語）
- 彦坂佳宣（日本語学）
- 飛田良文（日本語史）
- 人見豊（中国語）
- 日野資純（日本語学）
- 平高史也（社会言語学）
- 平見勇雄（認知言語学）
- 廣瀬幸生（認知言語学/対照言語学）
- 広田栄太郎（日本語学）
- 廣谷昌子（心理言語学、神経言語学）

ふ
- 福井直樹（生成文法）
- 福井玲（朝鮮語）
- 福原信義（フィールド言語学）
- 福村虎治郎（理論言語学）
- 福盛貴弘（実験音声学）
- 福森雅史（認知言語学）
- 藤井章雄（英語学）
- 藤井茂利（日本語学）
- 藤岡勝二（印欧比較言語学）
- 藤田耕司（生成文法、生物言語学、進化言語学）
- 藤田五郎（ドイツ語）
- 藤縄康弘（ドイツ語学）
- 藤村逸子（フランス語）
- 藤村靖（音声学）
- 藤本幸夫（朝鮮語学）
- 藤森敦之（第二言語習得論/実験音声学）
- 藤森弘子（第二言語習得論）
- 藤山治一（ドイツ語）
- 藤原与一（日本語方言学）
- 船田秀佳（英語学/中国語学）
- 降幡正志（インドネシア語学/スンダ語学）
- 古石篤子（フランス語学）
- 古田東朔（国語学）

へ
ほ
- 星泉（チベット語）
- 星浩司（理論言語学）
- 細川英雄（言語文化教育論）
- 堀田秀吾（法言語学）
- 堀田隆一（歴史言語学）
- 細江逸記（英語学）
- 堀英四郎（英語学）
- 堀井令以知（京都方言）
- 本名信行（社会言語学）
- 本間猛（英語）

### ま行
ま
- 前川喜久雄（音声学）
- 前田達朗（社会言語学）
- 前田富祺（日本語学）
- 牧田英二（中国語）
- 牧野成一（日本語学）
- 牧原功（日本語学）
- 増井金典（日本語学）
- 桝井迪夫（英語）
- 益子幸江（音声学）
- 益岡隆志（日本語学）
- 馬瀬良雄（日本語音声学）
- 町田健（フランス語、日本語）
- 松浦年男（日本語音声学）
- 松川昇太郎（英語学）
- 松延市次（日本語学）
- 松村一登（ウラル諸語）
- 松村昌紀（第二言語習得論）
- 松本克己（印欧比較言語学/言語類型論）
- 松本泰丈（日本語学、琉球語）
- 松本曜（意味論）
- 松山納（タイ語学）
- 丸尾誠（中国語学）
- 丸山圭三郎（フランス語、哲学）

み
- 三上章（日本語文法）
- 三城満禧（ドイツ語学）
- 水谷修（日本語学、日本語教育）
- 水谷静夫（国語学、計量言語学）
- 水本篤（英語教育学）
- 御園和夫（英語）
- 三谷惠子（クロアチア語学/スラブ語学）
- 南不二男（日本語学）
- 南雅彦（言語発達）
- 峰岸明（日本語学）
- 峰岸真琴（東南アジア諸言語）
- 三根谷徹（ベトナム語学）
- 箕浦信勝（アサバスカ語学/手話言語学）
- 三原健一（文法）
- 三保忠夫（日本語学）
- 宮岡伯人（エスキモー語）
- 宮川繁（文法）
- 宮川創（コプト語、エジプト語史）
- 宮島達夫（日本語学）
- 宮良當壯（日本語学）

む
- 村石昭三（言語教育）
- 村崎恭子（アイヌ語）
- 村田勇三郎（英語）
- 村野井仁（応用言語学）
- 村山七郎（アルタイ比較言語学）
- 室山敏昭（生活語彙論、文化言語学）

め
- 目黒士門（フランス語学）

も
- 毛利可信（英語学）
- 望月圭子（英語教育/対照言語学）
- 籾山洋介（認知言語学）
- 森博達（中国語、日本語）
- 森茂男（ペルシア語）
- 森岡健二（日本語学）
- 森重敏（日本語学）
- 森下辰夫（フランス語）
- 森本英夫（フランス語）
- 森下裕三（認知言語学/コーパス言語学）
- 森田武（日本語学）
- 森田良行（日本語学）
- 森野宗明（日本語学）
- 森山卓郎（日本語学）

### や行
や
- 八島智子（第二言語習得）
- 矢島文夫（アラビア語、古代文字）
- 安井稔（英語）
- 八杉貞利（ロシア語）
- 八杉佳穂（マヤ諸語）
- 安田章（日本語学）
- 安田一郎（英語）
- 屋名池誠（日本語学）
- 谷部弘子（日本語学/日本語教育）
- 山浦玄嗣（ケセン語）
- 山岡政紀（日本語学）
- 山岸勝榮（英語）
- 山口明穂（日本語学）
- 山田秀三（アイヌ語）
- 山田孝雄（国語学、国文学、国史学）
- 山田雄一郎（言語教育、言語政策）
- 山口巌（ロシア語学）
- 山口尭二（日本語学）
- 山口幸洋（日本語方言）
- 山口佳紀（上代日本語）
- 山下好孝（社会言語学）
- 山田嘉吉（英語教育）
- 山田潔（日本語学）
- 山田昌裕（日本語学）
- 山中桂一（一般言語学、記号論）
- 山中襄太（日本語学）
- 山梨正明（認知言語学、語用論）
- 山本真司（イタリア語学）
- 山本多助（アイヌ語）
- 山本忠雄（英語）

ゆ
- 湯川恭敏（バントゥー諸語）
- 湯沢質幸（日本語史）
- 油谷幸利（朝鮮語）
- 由本陽子（形態論）

よ
- 横井雅明（フランス語学）
- 横田貢（日本語学）
- 横山民司（北欧語学）
- 吉川守（シュメール語）
- 吉川泰雄（日本語学）
- 吉沢典男（日本語音声学）
- 吉田智行（生成文法）
- 吉田豊（イラン諸語、文献言語学）
- 吉波弘（理論言語学）
- 吉冨朝子（応用言語学）
- 吉野利弘（英語）
- 吉村謙輔（ドイツ語学）

### わ行
わ
- 若林茂則（第二言語習得）
- 和田利政（日本語学）
- 和田正幾（英語学）
- 渡邊己（セイリッシュ語学）
- 渡辺吉鎔（言語社会学）
- 渡邊淳也（フランス語学）
- 渡部昇一（英語）
- 渡辺昭太（中国語学）
- 渡部孝子（英語教育）

### 関連分野の人物
- 伊波普猷（民俗学、琉球語）
- 萱野茂（政治家、アイヌ語）
- 佐久間鼎（心理学、日本語文法）
- 白川静（漢字）
- 辻直四郎（インド学）
- 辻井潤一（計算言語学）
- 外山滋比古（英文学）
- 長尾眞（自然言語処理）
- 西江雅之（文化人類学、スワヒリ語）
- 畠山雄二（情報科学、文法）
- 三浦つとむ（哲学）
- 南雅彦（発達心理学、言語発達）
- 明覚（悉曇学、音韻）
- 諸橋轍次（漢学、漢語）
- 柳田國男（民俗学）
- 柳父章（翻訳論）
- 山田均（東南アジア仏教史、タイ語）

## その他の国の言語学者

### ア行
- デイヴィッド・アジャー David Adger
- 李基文（イ・ギムン）이기문
- オットー・イェスペルセン Otto Jespersen
- ルイス・イェルムスレウ Louis Hjelmslev
- ルートヴィヒ・ウィトゲンシュタイン Ludwig Josef Johann Wittgenstein
- アンナ・ヴェジビツカ Anna Wierzbicka
- ベンジャミン・ウォーフ
- スティーヴン・ウルマン Stephen Ullmann
- ケイレブ・エヴェレット Caleb Everett
- ダニエル・エヴェレット Daniel Everett
- イーヴァル・オーセン
- 王力

### カ行
- エルンスト・カッシーラー Ernst Cassirer
- ベルンハルド・カールグレン（高本漢）Bernhard Karlgren
- セルゲイ・カルツェフスキー Карцевский, Сергей Осипович
- ライル・リチャード・キャンベル Lyle Richard Campbell
- ポール・グライス Paul Grice
- アンゲリカ・クラッツァー Angelika Kratzer
- ジョーゼフ・グリーンバーグ（ジョセフ・H・グリーンバーグ）Joseph Greenberg
- イェジ・クリウォヴィチ
- ユリア・クリステヴァ Julia Kristeva
- ヤーコプ・グリム Jacob Grimm
- ミコワイ・クルシェフスキ Mikołaj Kruszewski
- ヤン・ボードゥアン・ド・クルトネ Jan Baudoin de Courtenay
- W・A・グロータース W.A.Grootaers
- イグナス・ゲルブ Ignace Gelb
- クリフ・ゴダード Cliff Goddard
- エウジェニオ・コセリウ Eugenio Coseriu
- バーナード・コムリー Вernard Comrie

### サ行
- エドワード・サピア Edward Sapir
- ルドヴィコ・ザメンホフ L. L. Zamenhof
- ペッカ・サンマッラハティ Pekka Sammallahti
- トーマス・A・シビーオク Thomas Sebeok
- レイ・ジャッケンドフ Ray Jackendoff
- ジャン＝フランソワ・シャンポリオン Jean-François Champollion
- 鄭張尚芳
- ハイマン・シュタインタール Heymann Steinthal
- ヨハネス・シュミット Johannes Schmidt
- アウグスト・シュライヒャー August Schleicher
- ウィリアム・ジョーンズ William Jones
- ジュール・ジリエロン
- ヘンリー・スウィート Henry Sweet
- ウィリアム・ストーキー William Stokoe
- ドンカ・ステリアーデ
- ダン・スペルベル Dan Sperber
- モリス・スワデシュ Morris Swadesh
- エリザベス・セルカーク Elisabeth Selkirk
- フェルディナン・ド・ソシュール （言語学に於ける構造主義）Ferdinand de Saussure

### タ行
- チェ・ヒョンベ Choe Hyeon-bae
- ノーム・チョムスキー Noam Chomsky
- ギラード・ツッカーマン Ghil'ad Zuckermann
- エミール・デュルケーム Émile Durkheim
- ピーター・トラッドギル Peter Trudgill
- J・R・R・トールキン
- ニコライ・トルベツコイ Nikolai Trubetzkoy

### ハ行
- ハイユージュ・ユーダー・ベン＝ダーウィード
- 潘悟雲
- シャルル・バイイ Charles Bally
- ボフスラフ・ハヴラーネク Bohuslav Havránek
- ジョン・バチェラー
- M・A・K・ハリデー
- モリス・ハレ
- エミール・バンヴェニスト Émile Benveniste
- J.パンション
- ヒダシ・ユディット Hidasi Judit
- スティーブン・ピンカー
- J・R・ファース
- ジョシュア・フィッシュマン Joshua Fishm
- チャールズ・フィルモア Charles Sherlock Fillmore
- エドムント・フッサール Edmund Husserl
- アラン・プリンス
- エルンスト・フレンケル Ernst Fraenkel
- カール・ブルークマン Karl Brugmann
- レナード・ブルームフィールド Leonard Bloomfield
- マーク・ベイカー Mark Baker
- ブルース・ヘイズ
- エリエゼル・ベン・イェフダー（エリエゼル・ペレルマン）Eliezer ben Yehudah
- ヘンリー・ヘンネ Henry Henne
- フランツ・ボアズ Franz Boas
- ヘンドリック・ポウツマ Hendrik Poutsma
- ユリウス・ポコルニー Julius Pokorny
- フランツ・ボップ Franz Bopp
- エフゲニー・ポリワーノフ

### マ行
- ジョン・マッカーシー
- ジェームズ・マコーレー James D. McCawley
- ヴィレーム・マテジウス Vilém Mathesius
- アンドレ・マルティネ André Martinet
- フランツ・ミクロシッチ
- カールリス・ミーレンバハス Kārlis Mīlenbahs
- ヤン・ムカジョフスキー Jan Mukařovský
- アントワーヌ・メイエ Antoine Meillet

### ヤ行
- ロマーン・ヤーコブソン Roman Jakobson
- ヨセフ・ユングマン
- ノルベルト・ヨークル
- 楊達

### ラ行
- ピーター・ラディフォギッド Peter Ladefoged
- ジョン・ライアンズ John Lyons
- ロナルド・ラネカー
- ジョージ・レイコフ George Lakoff
- リチャード・ハドソン
- ルイージ・リッツィ
- リュシアン・レヴィ＝ブリュール
- ロバート・ローウィー Robert Lowie
- ダニエル・ロング Daniel Long（社会言語学、言語接触）

### ワ行
- ワグネール Robert-Léon Wagner